# Pseudbarydia peratopis
Pseudbarydia peratopis là một loài bướm đêm trong họ Noctuidae.